# Bitva u Dyrrhachia (1081)
Bitva u Dyrrhachia se odehrála 18. října 1081 mezi Byzantinci vedenými císařem Alexiem I. Komnenem a jihoitalskými Normany, jimž velel Robert Guiscard. Střetnutí bylo svedeno poblíž byzantského města Dyrrhachium (dnešní Durrës) a skončilo vítězstvím Normanů, kteří následně toto město obsadili a zmocnili se většiny Makedonie a Thesálie.